# Plover (Wisconsin)
Plover è un villaggio degli Stati Uniti d'America, situato in Wisconsin, nella contea di Portage.